# El Vapor (fábrica)

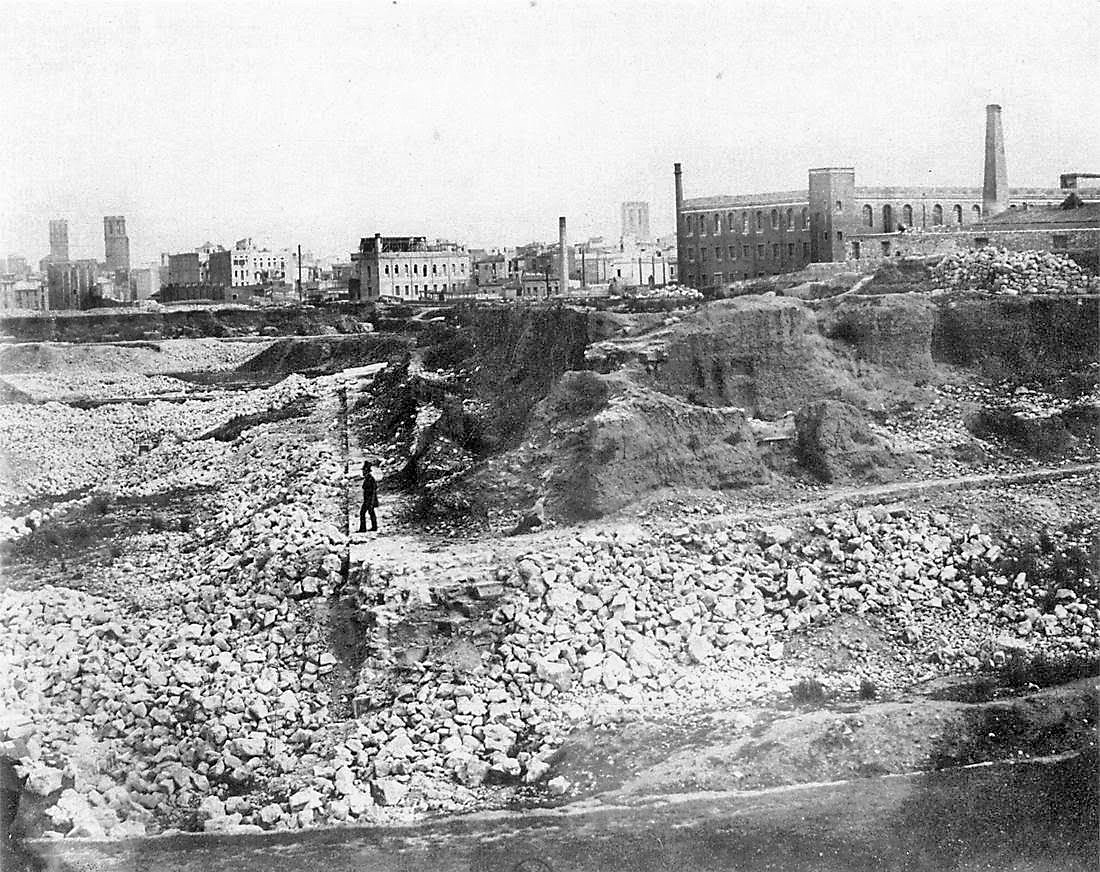
Restos del Baluarte de los Tellers en 1855 que muestran los edificios de la antigua Fábrica Bonaplata a la derecha.

La Fábrica Bonaplata (1832-1838), en la ciudad de Barcelona, fue la primera fábrica movida por la fuerza del vapor en España y la primera fundición en fabricar y reparar maquinaria de hierro fundido para su venta a la industria textil. Por eso también fue conocida como "Vapor Bonaplata" o simplemente como El Vapor.
Los historiadores reconocen el establecimiento de la fábrica como un hito importante en la historia de la industria algodonera catalana y de la industrialización española en general. La fundación de la fábrica marcó la apertura de las compuertas de capital hacia la industria y presagiaba su completa y rápida industrialización.
Aunque la fábrica sufrió graves daños por un incendio durante disturbios en 1835 (lo que finalmente llevó a la disolución de la empresa en 1838), la parte de la fundición de la fábrica recuperó rápidamente su funcionamiento después del incendio y ha continuado en funcionamiento a través de diversas fusiones y adquisiciones, convirtiéndose más tarde en parte de La Maquinista Terrestre y Marítima y ahora es una subsidiaria de Alstom.

## Empresa pionera
La industrialización moderna se inicia en Cataluña precisamente con esta empresa. Hasta 1832, en Cataluña, se habla de etapa preindustrial y a partir de este momento de industria moderna. Esta nueva industria va ligada a dos elementos fundamentales: la máquina de vapor como fuerza motriz y la maquinaria hecha de hierro fundido. En Cataluña las máquinas que utilizaba la industria textil eran de madera: máquinas de hilar, telares y mesas de estampación. Bonaplata será la primera en utilizar las máquinas de hilar y los telares mecánicos de fundición y junto con esta nueva maquinaria las técnicas metalúrgicas para construirla y repararla.
Estas máquinas de hierro fundido pesaban enormemente y no podían ser movidas por la fuerza de un hombre o de un animal. Un sistema habría sido utilizar la energía hidráulica pero esta sólo era posible junto a los ríos. Los fabricantes de Barcelona no tenían esta fuerza motriz al alcance y por eso fue necesario introducir la máquina de vapor.
Por lo tanto la maquinaria textil moderna fue implementada junto con una nueva fuerza motriz suficientemente potente: el vapor.

## Los impulsores
La familia Bonaplata ya estaba vinculada al textil antes de crear «El Vapor». Así Ramón y Gabriel Bonaplata constan como fabricantes de indianas en 1803. Ramón Bonaplata y Roig, casado con Teresa Corriol, tuvo cinco hijos. El mayor, Salvador, siguió con el negocio de estampación de su padre. El segundo, Josep Bonaplata y Corriol, fue el motor de la innovación ayudado por los otros hermanos y por otros fabricantes conocidos suyos con los cuales formó una sociedad.
Josep se dedicó a estudiar la manera de mejorar la hilatura y el tejido. En junio de 1829 obtuvo permiso para importar maquinaria para hilar estambre y en noviembre del mismo año, junto con Joan Vilaregut y Albafull, fabricante de tejidos de algodón, consiguió permiso para importaos. Estos dos socios instalaron una primera fábrica en Sallent que utilizaba como fuerza motriz dos ruedas hidráulicas. En la nueva fábrica trabajaron hasta 300 personas y ya incorporaba la nueva maquinaria de hierro. Pero la experiencia no acabó de funcionar por los problemas de transporte de las materias primas y de los tejidos acabados. También tuvieron problemas coyunturales: algunos de los transportes de materiales fueron robados e incluso incendiados. Con todo esto Josep se decidió a hacer un viaje en Inglaterra para conocer los nuevos adelantos en maquinaria textil y estudiar de cerca la aplicación del vapor.
El proyecto industrial que querían llevar a cabo los Bonaplata y otros socios necesitaba del apoyo de las instituciones políticas. Por esta razón solicitaron ventajas fiscales como la reducción de aranceles de importación de maquinaria y materiales y también subvenciones directas, que se justificaron por la novedad que representaban estos nuevos sistemas industriales.
Bonaplata se comprometía a crear una sociedad para hacer una fábrica de alambradas y tejidos con maquinaria inglesa movida a vapor. También se comprometía a hacer una fundición capaz de reparar la maquinaria importada y construir anualmente un mínimo de 40 máquinas de hilar y 200 telares mecánicos a los mismos precios que los citados por los fabricantes maquinistas de París. La compañía también acordó garantizar el libre acceso a su establecimiento a todos los fabricantes que quisiesen enterarse del mecanismo de la máquina de vapor y de los métodos, con la idea de generalizar su uso en el Reino. A cambio, consiguieron la exención de aranceles, una subvención y unos terrenos cerca de la muralla de Barcelona, con fachada a la calle Talleres.

## La fábrica
Los Bonaplata se asociaron con Juan Rull, José Girarlt, Juan Vilaregut, Valentín Esparó Giralt, José Colomer y José Giralt, contando además con el apoyo del famoso Gaspar de Remisa y el 30 de septiembre de 1831 fundaron la sociedad «Bonaplata, Vilaregut, Rull y Compañía» con un capital de 1.600.000 reales. La fábrica, llamada «El Vapor», comenzó a funcionar en abril de 1832 y empleaba a 700 obreros en los telares mecánicos y en la fundición y en el taller de montaje de estos. El estampador Joan Rull tenía un taller en la calle Còdols y Joan Vilaregut ya se había asociado anteriormente con Josep Bonaplata.
Se cree que la fábrica fue totalmente operativa a partir del 29 de noviembre de 1833 cuando apareció un anuncio en la prensa en que se invitaba a los industriales a visitar la fábrica y se ofrecían los servicios de la fundición.
La Comisión de Fábricas de Hilados, Tejidos y Estampados no apoyó en principio la iniciativa pero a finales de 1833 cambió completamente de opinión:

La fábrica de Bonaplata y Cía. empezó a montarse en 1832; es la primera que armó telares de tejer mecánicamente, que introdujo asimismo el huso de hierro colado planteando la construcción de máquinas. Esta sociedad tuvo también la primera máquina de pintar indianas; ahora no solamente pueden construirse en sus talleres todas las máquinas necesarias para ellos, sino que recibiendo el algodón de Motril, en rama, sale de ellos pintado y dispuesto a ser cortado para vestidos, en competencia con los extranjeros. Tiene empleadas de seis a setecientas personas..., los telares mecánicos y demás que encierra el establecimiento, movido todo por la hermosa máquina de vapor, son dignos de atención de todos los fabricantes y de cuantos estimen el interés público y el bien de la patria.

## El incendio

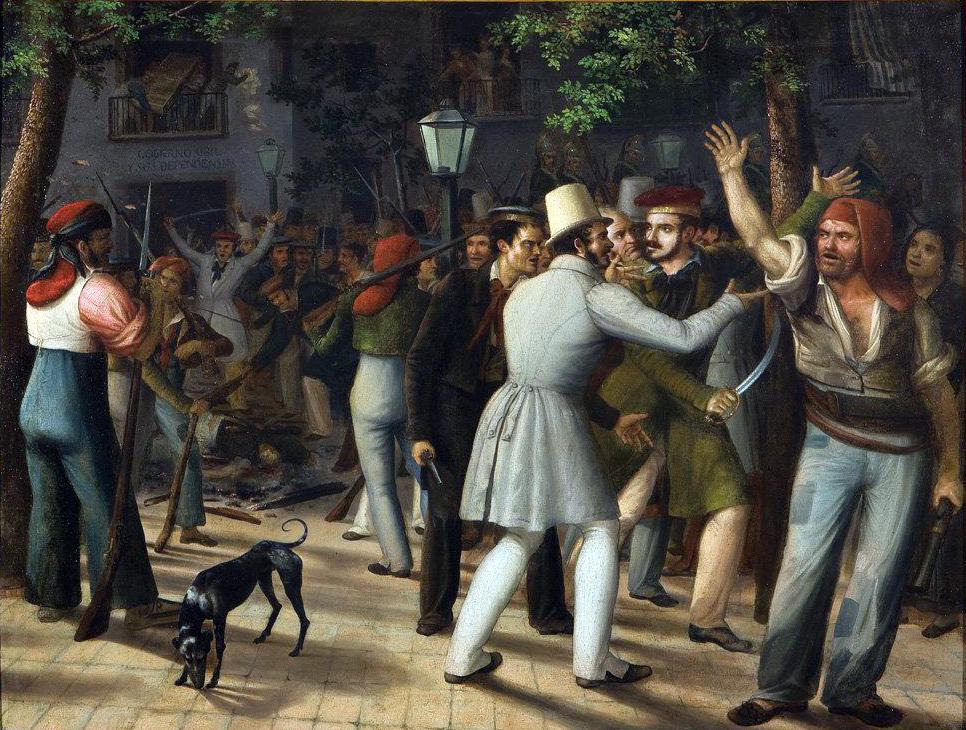
La Bullanga de 1935.El cuadro llamado "La patuleia" representa los hechos que tuvieron lugar en La Rambla durante el motín del 5 de agosto de 1835: el arrastre del cadáver del mariscal Pere Nolasc Bassa y su quema en la hoguera realizada con los papeles del archivo policial. Un gran número de los alborotadores eran estibadores del puerto y esto se refleja en su indumentaria. Van armados con pistolas, fusiles y sables. Un personaje con indumentaria burguesa intenta enfrentarse a ellos. A la izquierda, un perro hambriento. Ambiente nocturno.

La fábrica empezó a funcionar con la muerte de Fernando VII y el inicio de una etapa histórica complicada con el estallido de la Primera Guerra Carlista, que coincidía con una situación económica difícil. La nueva maquinaria fue vista como el enemigo por parte de la clase trabajadora, puesto que competía con ellos y se creía que fomentaba el aumento del paro. Este movimiento obrero, de origen inglés, recibe el nombre de ludismo.
A finales de julio del 1835, en el contexto de la Primera Guerra Carlista, hubo una serie de motines anticlericales conocidos como bullangas. Se quemaron conventos de frailes en Reus, que eran vistos como partidarios de los carlistas, y la revuelta llegó a Barcelona. El 25 de julio, día de Sant Jaume, se incendió el convento de Sant Josep (la actual Boquería) y también los de los carmelitas calzados, los dominicos, los agustinos y los trinitarios. El 5 de agosto el general Bassa que intentaba frenar los disturbios murió.
Esa misma noche del 5 al 6 de agosto la fábrica fue asaltada e incendiada. Los daños se acercaron a los 135.000 reales y los Bonaplata pidieron una indemnización al gobierno, al que culparon de no haber hecho bastante para evitarlo, indemnización que no se llegó a pagar nunca. El hijo de Bonaplata, que era capitán de la Milicia, intentó defender la fábrica junto con algunos obreros, disparando contra los agresores pero no pudieron impedir el asalto.
El gobernador militar de Barcelona, general Pastor, redactó el siguiente parte sobre lo sucedido:

Fue quemada la fábrica de tejidos y fundición de hierro de los señores Bonaplata y Cía. Las autoridades, al saber que intentaban este ataque los amotinados, enviaron toda la fuerza de que se podía disponer, con el fin de atajar el incendio; pero en balde, porque estaban determinados a hacerlo, convencidos de que los telares movidos por máquinas disminuían la producción del trabajo manual. Los dueños de la fábrica que tenían hace días temores de este ataque, se habían prevenido con una guardia de sus propios dependientes, quienes prematuramente hicieron fuego a los amotinados, lo que exasperó a éstos y aumentó su insolencia. La tropa que había de contenerlos se puso por medio y resultaron de la refriega varios muertos y heridos, quedando el campo por los sitiadores. Las llamas de este incendio injuriaron un tanto la fábrica de tabacos, la que afortunadamente, y con el auxilio de albañiles y bombas, pudo salvarse, mas no cinco u ocho casas pequeñas, pegadas a la misma fábrica, que fueron incendiadas.

Fue detenido un obrero, Aleix Pardiñas, que confesó después de haber sido torturado y fue fusilado el mismo día, el 6 de agosto. Cuatro días después otros tres obreros fueron también fusilados «por participación en los disturbios» y otro muchos fueron condenados a diversas penas de prisión. Por otro lado, propietarios que tenían pensado instalar telares mecánicos en sus fábricas, se asustaron y se echaron atrás. Asimismo el gobernador civil de Barcelona, José Melchor Prat, promulgó unas bases de trabajo —que incluía la formación de una Comisión inspectora de Fábricas— cuyo artículo décimo decía:

Todo operario que moviese cuestión en la fábrica o fuera de ella a pretexto de que el fabricante no cumple lo mandado en los artículos 1 y 2 sufrirá por primera vez la pena de ocho días de arresto, pues por lo dispuesto en los artículos 3 y 4 tiene expedito el medio de presentarse a la Comisión inspectora de fábricas que atenderá sus quejas; y si habiendo sufrido la pena por primera vez fuese reincidente, será expelido de esta ciudad como hombre díscolo y perjudicial a la sociedad, se circulará aviso a todos los fabricantes para que no le admitan en sus fábricas, y si por sus hechos diese lugar a tumulto o asonada será entregado al tribunal competente como perturbador del orden público.